# Galium collomiae
Galium collomiae  là một loài thực vật có hoa trong họ Thiến thảo. Loài này được J.T.Howell mô tả khoa học đầu tiên năm 1949.